# Picot ferruginós
El picot ferruginós (Picus dedemi) és una espècie d'ocell de la família dels pícids (Picidae) que habita boscos, terres de conreu i zones amb bambú, a turons de Sumatra.

És considerat per alguns autors una subespècie del picot cendrós.